# Manfred Reichert
Manfred Reichert (Koningsbergen, 28 oktober 1940 – Remscheid, 10 april 2010) was een Duitse voetballer. 
Reichert werd in Koningsbergen geboren in het voormalige Oost-Pruisen. Nadat zijn familie de stad ontvluchtte groeide hij op in Remscheid waar hij ging voetballen bij de plaatselijke clubs 1. SpVg, VfB Marathon en BV 08 Lüttringhausen. Tijdens zijn legerdienst, in seizoen 1962/63 ging hij voor SC Göttingen spelen in de Amateurliga Niedersachsen-Ost, toen de tweede klasse. Na dit seizoen verkaste hij naar Wuppertaler SV en werd daar samen met Emil Meisen deel van een succesvol aanvallersduo. In 1972 promoveerde hij met zijn team naar de Bundesliga en werd er in het eerste seizoen vierde.